# Breeders (serie televisiva)
Breeders - Genitori al limite (Breeders) è una serie tv comica creata da Martin Freeman, Chris Addison e Simon Blackwell e con lo stesso Freeman e Daisy Haggard come protagonisti. Racconta la vita da genitori di Paul e Ally, una coppia di londinesi abituati alla vita "libera" che ancora non sono abituati ad affrontare la presenza di due figli.

## Trama
Paul e Ally sono rimasti abituati alla vita libera da figli, tra hobby e serate. Per questo ancora non si sono abituati al crescere al meglio i loro due figli, Luke e Ava. A supportarli, i genitori di lui, Jim e Jackie, e la mamma di lei, Leah.

## Episodi
| Stagione         | Episodi | Prima TV USA | Pubblicazione Italia |
| ---------------- | ------- | ------------ | -------------------- |
| Prima stagione   | 10      | 2020         | 2021                 |
| Seconda stagione | 10      | 2021         | 2021-2022            |
| Terza stagione   | 10      | 2022         | inedita              |
| Quarta stagione  | 10      | 2023         | inedita              |

## Distribuzione
La serie è andata in onda per la prima volta in Regno Unito nel 2020, mentre la seconda stagione è approdata nel 2021, la terza nel 2022 e la quarta ed ultima stagione nel 2023.
In Italia la prima stagione è arrivata su Disney+ il 14 luglio 2021, la seconda è stata aggiunta a cadenza settimanale dal 17 novembre 2021 al 19 gennaio 2022, mentre la terza e la quarta sono tuttora inedite.
- 2 marzo 2020 negli Stati Uniti su FX[6]
- 2 marzo 2020 in Spagna su HBO España[7]
- 3 marzo 2020 in Francia su Canal+[8]
- 3 marzo 2020 in Scandinavia su HBO Nordic[9]
- 9 marzo 2020 in Australia su FOX One (st. 1-2), Disney+ (st. 3-[10]
- 12 marzo 2020 in Regno Unito su Sky One (st. 1-2)[11] e Sky Comedy (st.3-4)[12]
- 20 aprile 2020 in Polonia, Ungheria, Romania, Paesi Balcani, Bulgaria, Repubblica Ceca e Slovacchia su HBO Europe[13]
- 4 agosto 2020 in Germania su Sky Atlantic (st. 1), Sky Comedy (st. 2-[14]
- 14 luglio 2021 in Italia su Disney+